# Padierino (rejon kiczmiengsko-gorodiecki)
Padierino (ros. Падерино) – wieś w Rosji, w rejonie kiczmiengsko-gorodieckim obwodu wołogodzkiego. W 2010 r. liczyła 69 mieszkańców.